# Sirofi
Sirofi is een bestuurslaag in het regentschap Nias Selatan van de provincie Noord-Sumatra, Indonesië. Sirofi telt 354 inwoners (volkstelling 2010).